# Brandon Williams (ur. 1975)
Brandon D. Williams (ur. 27 lutego 1975 w Collinston) – amerykański koszykarz, występujący na pozycjach rzucającego obrońcy lub niskiego skrzydłowego, mistrz NBA z 1999, obecnie generalny menadżer klubu Sacramento Kings.

## Osiągnięcia
na podstawie, o ile nie zaznaczono inaczej.
NCAA
- Mistrz sezonu regularnego konferencji Southern (1996)

NBA
- Mistrz NBA (1999)[1]

Inne
- Mistrz CBA (2005)
- Zaliczony do:
  - II składu CBA (2000)
  - D-League Honorable Mention (2003)
- Lider strzelców CBA (2000)